# Superintendentur Dorum

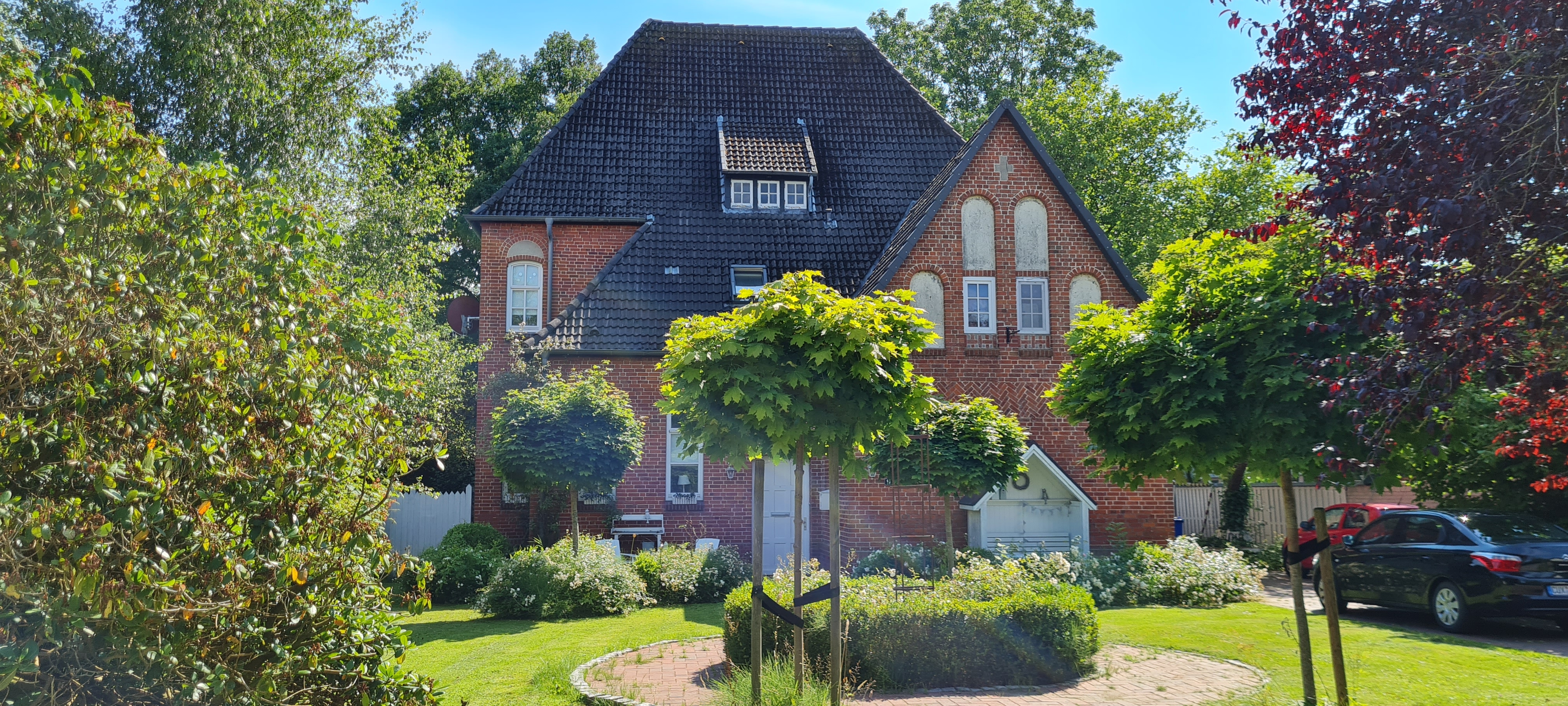
Gebäude der Superintendentur Dorum

Die Superintendentur Dorum, Eichenhamm 14, in der niedersächsischen Gemeinde Wurster Nordseeküste, Ortsteil Dorum, im Landkreis Cuxhaven, stammt vom Anfang des 20. Jahrhunderts.
Aktuell (2024) wird sie als ev.-luth. Pfarramt I und Superintendentur der Kirchengemeinde Dorum mit der St.-Urbanus-Kirche genutzt.
Das Gebäude steht unter Denkmalschutz (siehe auch Liste der Baudenkmale in Wurster Nordseeküste).

## Geschichte
Dorum zählte 1238 zur alten freien Wurster Bauernrepublik. Das große Dorf hatte zur Bauzeit rund 2000 Einwohner.
Das zweigeschossige traufständige verklinkerte Gebäude auf Sockel mit ziegelgedecktem Walmdach, dem eingeschossigen vorderen Anbau mit dem Eingang, dem rechten nördlichen zweigeschossigen Flügel mit Satteldach sowie den Fassaden mit Backsteinmustern und den rund- und segmentbogigen Fenstern, wurde 1912 im Stil der aufkommenden Reformarchitektur gebaut.
Das Landesdenkmalamt befand u. a.: „… Mit der backsteinsichtigen Fassade sowie seinem asymmetrisch ansetzenden Vorbau greift das Gebäude zeitgenössische Reformströmungen der Heimatschutzbewegung auf.“